# Aszpendosz
Aszpendosz (római: Aspendus) egy ősi görög-római város a mai Törökország Antalya tartományában. Leginkább a  színházáról ismert, mely az egyik legjobb állapotban fennmaradt ókori színház a világon, 15 000 férőhellyel. A színházat ma is használják. A közelben található a citadella, s ezen a helyen egy bazilika, egy agora és Anatólia egyik legnagyobb római vízvezeték-rendszerének maradványa a közelben.

## Fekvése
Aszpendosz megközelíthető az Antalya-Alanya autópályán; Serik városától kb. 7 km-re északkeletre helyezkedik el.

## A város története
A város ókori fennállásáról csak az i. e. 5. századból való fémpénz tanúskodik Estvedya vagy Aszitvanda újhettita uralkodó nevével, aki Azittavadda danunai király lehet az i. e. 9. században. A görög mondák a keletkezését a trójai háborút követően, Mopszosz vezette argoszi gyarmatosítók  i. e. 2. évezredbeli  érkezésére teszik. Mopszoszt a danunai uralkodóházzal, a Mopos-dinasztiával is összefüggésbe hozzák.
A környezetében kialakuló Pamphülia első városa lehetett. A görög mediterráneumban virágzó kereskedőváros és kikötő volt (mivel az itteni Köprücay, ókori nevén Eurimedon a város határáig hajózható volt). Itt már az i. e. 5. század előtt ezüstpénzt vertek. Egy ideig tagja volt a Déloszi Szövetségnek is.
Az ókori város két nem túl magas domb között, egy hosszanti völgyben, valamint a keleti, alacsonyabb dombnak a folyó felőli oldalán épült. A római kori virágzó városi életről tanúskodnak az itt talált építészeti emlékek, maradványok.
A bizánckori életéről és városi jelentőségéről nem maradtak fent emlékek. A városi életre utaló jelekkel a szeldzsuk időszaktól már ismét találkozhatunk. Ilyenek a színházon végzett javítási-átalakítási munkák során másodlagosan beépített kövek (antik- és bizánckori keresztény építészeti tagozat-részekkel) a mai bejárat körüli falszakaszokon.  A szeldzsuk időkben karavánszerájként használták.

## Történelmi és építészeti emlékei

### Antik színház
Aszpendoszt ma elsősorban a kiváló épségben maradt színházáról ismeri a nagyvilág; egyes szakértők szerint ez a világ legkifogástalanabb állapotban fennmaradt antik színháza, amelynek architektúrája és akusztikája egyaránt kiemelkedő.
A színház bejáratai felett látható görög és latin feliratokból ismerjük mindazokat, akiknek érdeme fűződik az épület létrejöttéhez. Marcus Aurelius császár uralkodása idején (i.sz. 161-180), két gazdag testvér, Crispinus Arruntianus és Auspicatus Titinianus építtették Zenon építőmesterrel, s „a császári udvar és az ország istenei” dicsőségére ajánlották.
Az impozáns, öt emelt magasságú építményt vöröses-barnás kőtömbökből rakták. Teljesen ráépült a mögötte emelkedő domb oldalára, s ez képezi a meredek nézőtér természetes alapját Mindemellett - a stabilitás növelésére - még alkalmaztak egy dongaboltozatú alépítményt is. A színház nézőtere megnyújtott félkör, patkó alakú. Középmagasságban két méternél szélesebb közlekedő út választja ketté a kőpadsorokat, ezeken mintegy 20 000 néző foglalhatott helyet Legfelül még ma is teljesen ép a fedett galéria körbefutó boltozott árkádsora  , A nézőtérrel szemközti szkéné bástyaszerű, szögletes saroképülettel kapcsolódik a nyújtott félkaréjhoz. A nézőteret ezeken a helyeken lehet megközelíteni(a bal oldali ma is bejáróként működik).A szkéné-építmény megjelenésében még ma is monumentális, és építészeti elemekkel gazdagon kialakított, artisztikus. Magasságát oszlopos galéria osztotta ketté. Az oszlopok lábazatai, valamint a felső díszítő párkányok sok helyütt ma is helyükön láthatók. A proskenion, azaz a tulajdonképpeni színpad nem maradt meg, de jól látható az az öt kapunyílás a  szkéné alján, melyeken a színészek kiléptek. A középső legnagyobbat „porta regiá”-nak, a többit pedig „portae hospitales”-nek hívták. 1959-es rekonstrukciója óta évenként, május végén és az idegenforgalmi főszezonban, manapság is színházi előadások színhelye.

### A citadella
A citadella (fellegvár) a színháztól, a falu szélénél elkanyarodó, emelkedő úton felsétálva, színház mögötti domb belső oldalán és a két domb közötti völgyben helyezkedik el. A központi helyet az agora foglalta el. A körülötte sorakozó legfontosabb középületek alapjai körbejárhatók. Ezek közt legnagyobb méretű a 105 m hosszú bazilikaszerű építmény, ez a kereskedelmi élet központjául szolgált. A végénél található négyszögletes épület feltehetőleg a bíróság lehetett. Nyugatabbra található a buleutérion – a szenátorok épülete. Itt van még egy 70 méteres csarnoksor, egymás melletti üzlethelyiségekkel. Mindezekhez kapcsolódva még oszlopsorok, fürdők, ciszternák, díszkutak maradványai is láthatók.

### A stadion
A város egykori stadionjának maradványai a színház közelében, előtte elhaladva, mintegy 200 m távolságban találhatók.

### A római kori vízvezeték
A római kori vízvezeték szerepe a citadella és a környező város ivóvízzel való ellátása volt. Az építmény igen hosszú szakaszokon épen maradt. Felszíni csatorna létesítése érdekében egy részét megbontották. Műszaki szempontból érdekes az a szakasza, ahol egyenes vonalvezetése megtörik.

### Római kori híd
Aszpendosz romjaitól keletre, a tengerparti autósztrádáról bekötőúton elérhető, ma is használatban levő boltozott híd.